# EZチャンネルプラス
EZチャンネルプラス（イージーチャンネルプラス）は、auブランドを展開するKDDIおよび沖縄セルラー電話が提供していた、BCMCSを使用した携帯電話向け動画コンテンツ配信サービス。

## 概要
EZチャンネルの改良版として2006年9月にサービス開始された。情報料は無料。通信料は月額315円（税込）かかるが、パケット定額サービスの上限額の対象になる。深夜から早朝にかけて自動受信される場合に発生する通信料は、この月額通信料のみであるが、手動受信した場合は別途パケット通信料がかかる。サービス開始当初はキャンペーンとして2006年12月まで月額通信料が無料となっていた。なお、利用にはパケット定額サービス（「ダブル定額」あるいは「ダブル定額ライト」）への加入が必須となる。
EZチャンネルは動画フォーマットにMPEG-4が用いられていたのに対し、EZチャンネルプラスはH.264が用いられ、より高画質な動画の配信が可能となっていた。1番組あたりの容量は最大5MB（最長約10分）で、1端末につき登録できる番組数に上限はない。新しい番組がダウンロードされると古い版は自動的に上書きされるほか、番組によって保存期間が定められているため、過去のデータを保存しておくことはできない。
スマートフォンやWi-Fiの普及に伴い、2012年5月31日をもってサービスを終了して、auスマートパス内の「ビデオパス」に移行した。「ビデオパス」は、2019年のテレビ朝日との合弁会社発足に伴い、2020年4月7日からはサービス名がTELASAに変わっている。

## 対応機種
- 対応機種一覧 - ウェイバックマシン（2009年7月8日アーカイブ分）を参照。